# Агностицизм
Агностици́зм (грец. α-γνωστικισμός — від гностицизм (див. гнозис)) — філософський погляд, який стверджує, що істинне значення певних тверджень — особливо метафізичних тверджень щодо теології, життя після смерті, або існування Бога, богів, божеств, або навіть об'єктивної дійсності — не осягається або, залежно від форми агностицизму, не може бути в сутності осягнене через природу суб'єктивного досвіду, сприйнятого індивідом. Простіше кажучи агностики в релігійному плані вважають що вони не можуть стверджувати існування бога як і не можуть це відкидати. 
Виростає з античного скептицизму і середньовічного номіналізму.

## Генеза поняття
Термін введений у середині XIX ст. британським натуралістом Т. Гакслі (1869) для позначення непізнаваності того, що не може бути виявлене безпосередньо як сенсибельне (предмет почуттєвого сприйняття), і на цій підставі хибності усього інтелігібельного (предмет розумового сприйняття, не сенсибельне). Корені такої позиції ідуть у глиб сторіч. За словами Протагора з Абдери (близько 480 — 410 рр. до н. е.): «Про богів я не можу знати ні того, що вони є, ні того, що їх немає, ні як вони виглядають, тому, що багато перешкод знанню: і непевність (предмета), і короткість людського життя». Античні філософи (головним чином, софісти) підтверджували позицію посиланнями на недосконалості, мінливість, суб'єктивність, відносність і постійний перегляд знань. Отже, недосконалість природи людини, обмеженість її життєвих сил і пізнавальних спроможностей робить граничні причини і цілі її життя незбагненними для неї самої. Проте, варто відрізняти агностицизм від античного скептицизму. У філософії скептицизму заперечується істинне як предмет думки, тобто релятивізується всіляке буття, неважливо — сенсибельне або інтелігібельне. На цій підставі скептики, додержуючись гераклітівської позиції «усе тече», пропонують уживати замість існує слово здається. Для агностицизму навпаки характерне розуміння сенсибельного як цілком істинного буття, так що сумніватися варто тільки в бутті інтелігібельному.
Традиція агностицизму бере початок у філософії Берклі, який вважав, що людині неможливо вийти зі свого досвіду, щоб розв'язати питання про відношення цього досвіду до фактів дійсності. Слідом за ним Юм виступив з послідовним запереченням істинного пізнання, починаючи з критики основного закону пізнання — причинності, що, з його погляду, — лише уявлення, що характеризує сприйняття світу людиною. Людське пізнання, з цього погляду, — ланцюг суб'єктивних досвідів і домислюваних до них припущень, причому ставиться мета звести останні до мінімуму (ідеал — математичне природознавство). Юм нараховував три «ряди досвіду»: враження, віра в існування предмета, ідея. Враження виникають з почуттєвого досвіду. Повторюваність одного враження веде до віри в існування даного предмета. Ідеї являють собою найяскравіші враження. Усе інтелігібельне, тобто чисто світоглядні питання, виявляються позбавленими сенсу. Наприклад, питання про об'єктивну реальність сенсибельних предметів виходить за межі почуттєвого досвіду, тому запитувати, чи існують тіла чи ні, марно. Німецька класична філософія переборює позицію Юма, говорячи не про одне, а про два джерела пізнання. Так, за твердженням Канта, що пізнаючий суб'єкт не може вийти не тільки за межі почуттєвого досвіду, але також і за межі світу інтелігібельних об'єктів (не можна помислити немислиме). Тому іманентне знання необхідно доповнювати знанням трансцендентним. По суті, робота Канта по опису пізнання як вибудовування світу (феноменів) і уникнення запитування про світ узагалі (річ-в-собі) лежить у руслі, що задається Юмом.
Істотний внесок в еволюцію агностицизму внесло «відкриття» сфер, участь свідомості в яких обмежена (зокрема — воля або несвідоме, інтуїція). Агностицизм розвивається в позитивізмі, неопозитивізмі і постпозитивізмі як конвенціалізм — визнання, що неможливо перевірити поняття на практиці, воно — функція від угоди співтовариства що пізнають, а не від факту дійсності. Традиція позитивізму, пориваючи з метафізикою, продовжує лінію юмівського агностицизму. Ідеалом істинного знання позитивізм проголошує дослідне пізнання природничих наук, заперечуючи гносеологічну цінність інтелігібельних об'єктів. Прагматична філософія і критичний реалізм розглядають істину як похідну нерефлексивної віри. Крайнього ступеня агностицизм досягає в сучасній філософії, що закликає відмовитися узагалі від поняття реальності і розглядати тільки різні модифікації людської свідомості і мови в їхній відносності.

## Класифікація
Серед розмаїття А. можна виділити кілька підкатегорій.
Нещодавно запропоновані варіанти включають:
- Сильний агностицизм (також «жорсткий А.», «замкнутий А.», «строгий А.», «абсолютний А.») — погляд, який полягає в тому, що питання існування/неіснування всесильного Бога та природи об'єктивної реальності — не може бути осягнутим через нашу вроджену неможливість перевірити будь-який досвід жодним іншим чином, окрім іншого суб'єктивного досвіду.
- М'який агностицизм (також «слабкий А.», «відкритий А.», «емпіричний А.», «темпоральний А.») — погляд, який полягає в тому, що існування/неіснування Бога/богів на сьогодні не осягнуте, але не обов'язково не здатне бути осягнутим, і тому потрібно утриматись від суджень, аж поки більше доказів стануть доступними.
- Апатичний агностицизм (також«прагматичний А.») — погляд, який полягає в тому, що не існує доказу існування/неіснування Бога/богів, але оскільки будь-який Бог (боги), який може існувати, виявляється індиферентним стосовно людства чи благоденства населення, питання, в основному, варте вивчення.
- Агностичний теїзм (також «релігійний А.», «духовний А.») — погляд тих, хто не вимагає знати про існування Бога/богів, але все-таки вірить у таке існування. (див. Знання і віра)
- Агностичний атеїзм (також «недогматичний атеїзм») — погляд тих, хто не знає про існування/неіснування Бога/богів і не вірить у них.[1]
- Ігностицизм — погляд, який полягає в тому, що ясне та зрозуміле визначення «Бога» має бути запропоноване до того, як питання існування Бога може бути виразно обговорене. Коли обране означення не врозумливе, ігностики притримуються некогнітивістичного погляду, що існування Бога безглузде або не може бути перевірене дослідним шляхом. Альфред Аєр, Теодор Дранж[en], й інші філософи вбачають атеїзм і А. несумісними з ігностицизмом, ґрунтуючись на тому, що атеїзм і А. приймають висловлювання «Бог існує» як зрозуміле й ясне, а отже, придатне для аргументування «за» чи «проти».

З точки зору логіки, особистість має належати одній і лише одній із цих трьох взаємовиключних категорій:
1. Ви вірите філософському погляду, за якого істинне значення певних тверджень — особливо метафізичних тверджень щодо теології, життя після смерті, або існування Бога, богів, божеств, або навіть об'єктивної дійсності — можна пізнати.
2. Ви не вірите філософському погляду, за якого істинне значення певних тверджень — особливо метафізичних тверджень щодо теології, життя після смерті, або існування Бога, богів, божеств, або навіть об'єктивної дійсності — можна пізнати.
3. Ви не маєте сумніву щодо філософського погляду, за якого істинне значення певних тверджень — особливо метафізичних тверджень щодо теології, життя після смерті, або існування Бога, богів, божеств, або навіть об'єктивної дійсності — можна пізнати, хоча це не обов'язково робить когось «офіційно» агностиком, але досить просто виражає агностичні сумніви, які не мають вибраковувати віру, що хтось фактично може знати правду.
До прикладу: хтось може бути пресвітеріанином і бути не до кінця впевненим, що Бог є.
Цей хтось — просто має віру, що Бог є, без міркувань.

## Виноски
1. ↑  Cline, Austin. Atheism vs. Agnosticism: What's the Difference? Are they Alternatives to Each Other?. Архів оригіналу за 23 червня 2013. Процитовано 24 вересня 2006. [Архівовано 2013-04-25 у Wayback Machine.]